# Excalibur Limited Edition 100

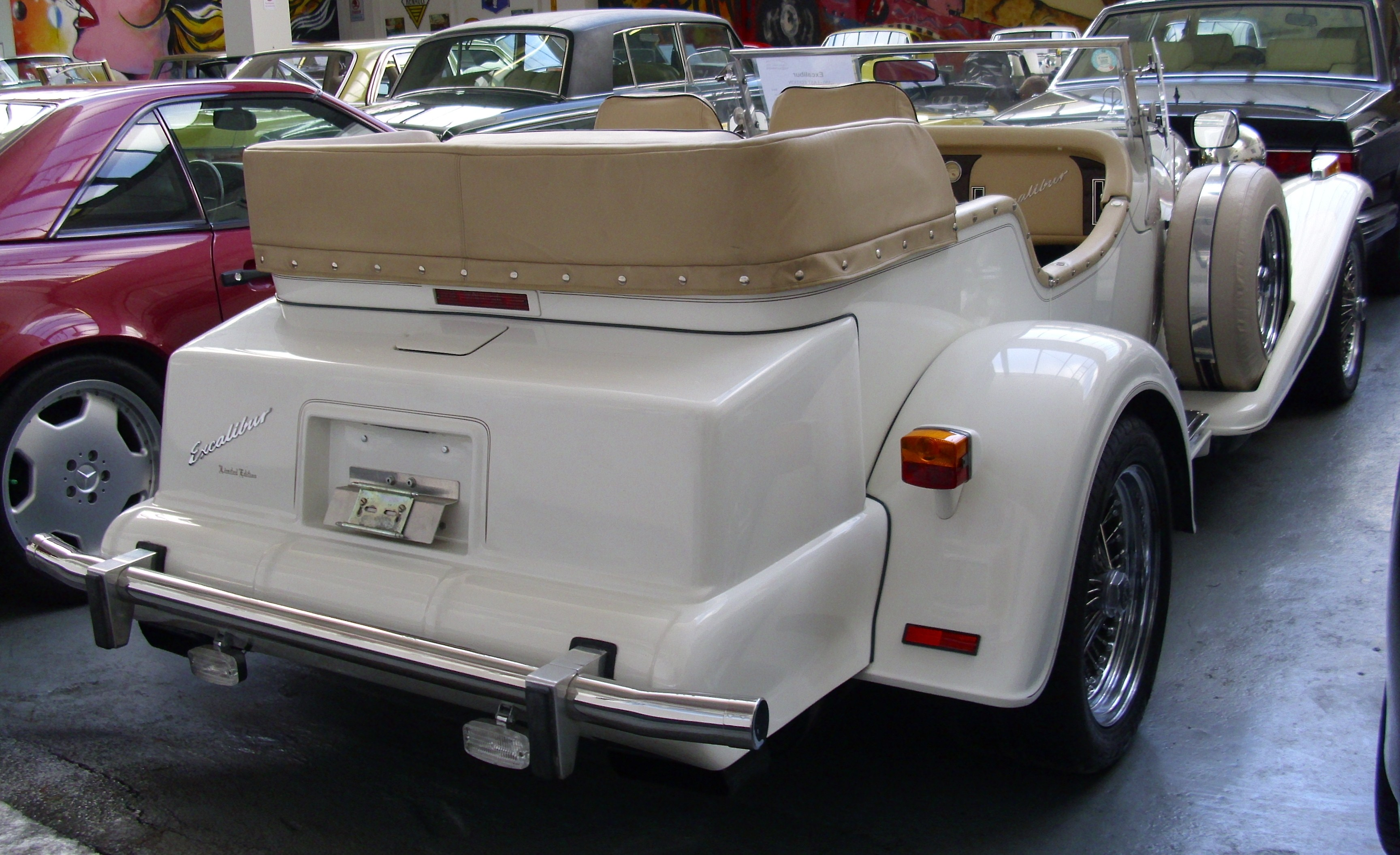
Heckansicht

Der Excalibur Limited Edition 100 ist ein Pkw der US-amerikanischen Excalibur Automobile Corporation.
Eine Quelle gibt für die Zeit von 1991 bis 1992 die Bezeichnung Excalibur Phaeton III/90 an.

## Beschreibung
Excalibur präsentierte das Modell 1991 als Ergänzung des Sortiments. Es ähnelte dem Excalibur Series III als Tourenwagen. Das Fahrzeug war bei 2845 mm Radstand 4445 mm lang, 1829 mm breit und 1321 mm hoch. Das Leergewicht war mit 1400 kg angegeben.
Zunächst trieb ein V8-Motor mit 5733 cm³ Hubraum und rund 250 PS Leistung die Fahrzeuge an. Später stand ein Motor von der Chevrolet Corvette mit dem gleichen Hubraum und rund 300 PS Leistung zur Verfügung.
Die vordere Stoßstange bestand wie bei Series I, Series II und Series III aus einem einfachen Rohr. Die vorderen Kotflügel waren seitlich noch weiter heruntergezogen als bei der Series III. Zwei Reserveräder waren beidseits der Motorhaube platziert. Auf den hinteren Kotflügeln waren eckige Rückleuchten montiert. 

## Stückzahl
Geplant waren 100 Fahrzeuge. Tatsächlich entstanden aber nur etwa 23 Fahrzeuge.